# Ziegelsham
Ziegelsham (umgangssprachlich Gsųigshąm, um 1313 Gsugeles, um 1867 Zieglsham) ist ein Ortsteil in der Gemeinde Rattenkirchen im oberbayerischen Landkreis Mühldorf am Inn.

## Lage
Der Weiler Ziegelsham liegt unmittelbar südlich der Bahnstrecke München–Simbach und 1,23 Kilometer nördlich der Bundesautobahn A 94, von deren Ausfahrt 17 (Heldenstein) es auf einer 4 Kilometer langen Fahrt auf der unfallträchtigen Isentalstraße erreichbar ist.
Die Zufahrt von der Isentalstraße führt über einen beschrankten Bahnübergang, der im Rahmen des zweigleisigen Bahnausbaus durch eine Straßenunterführung (Baukosten ca. 6 Mio. €) oder einen Straßenanschluss zur Straße „Am Brühl“ in Weidenbach (ca. 1,9 Mio. €) ersetzt werden soll. Die Gemeinde bevorzugt eine Straßenunterführung, woraufhin die DB Netz AG eine Planungsvereinbarung in die Wege leitete. Geplant ist der Bau einer 100 Meter langen Grundwasserwanne, die durch eine von der Gemeinde zu betreibende Pumpstation entwässert wird und in der ein Geh- und Radweg etwa zwei Meter oberhalb der Fahrbahn verlaufen wird. Zum Schutz des Bauwerks vor Überschwemmungen wird die Straße von der Isentaler Straße her kommend erst etwas ansteigen, bevor sie unter der Bahnlinie hindurch geführt wird.

## Name
Der heutige Ortsname steht wohl für die ‚Wohnstätte des Zugil‘:
Die mundartliche Aussprache der ersten Silbe zeigt, dass es sich beim Namen nicht um ‚Ziegel‘ im eigentlichen Wortsinn handeln kann. Es handelt sich vielmehr um einen Beinamen zu althochdeutsch zugil, im Genitiv Zugeles-heim, was später zu ‚Zeug/Zeugel‘ umgedeutet wurde und schließlich fälschlicherweise mit der Ziegelproduktherstellung in Verbindung gebracht wurde.
Die altbairische Endsilbe -(h)am für ‚-heim‘  konzentriert sich in Oberbayern südlich von München, am unteren Inn bis Passau und im Innviertel über den Hausruck bis in das Salzkammergut und markiert den frühen baiuwarischen Kernsiedlungsraum.

## Brunnerhof
Der sogenannte Brunnerhof (Ziegelsham 3) ist ein Vierseithof mit folgenden Gebäuden:
- Sein ehemaliges Wohnstallhaus ist ein zweigeschossiger Flachsatteldachbau mit Zierputz und traufseitigen Balkonen, der mit der Jahreszahl 1836 bezeichnet ist. Sein Wirtschaftsteil wurde 2001 durch einen Neubau ersetzt
- Der Stadel ist ein zweigeschossiger verputzter Massivbau mit Flachsatteldach und Medaillonmalereien im Giebel, der mit der Jahreszahl 1903 bezeichnet ist
- Das Backhaus ist ein kleiner Satteldachbau aus der zweiten Hälfte des 19. Jahrhunderts.

Die Altbauten des Brunnerhofs sind in die Liste der Baudenkmäler in Rattenkirchen eingetragen.

## Naturschutz
Der nordöstlich von Ziegelsham in Nord-Süd-Richtung und an seinem nördlichen Ende unter der Staatsstraße hindurch verlaufende Entwässerungsgraben mit feuchter Staudenflur ist das kartierte Biotop „Feuchte Hochstaudenfluren an Fließgewässern um Ziegelsham“ (7739-1109-007). Die kartierten Biotope „Feuchte Hochstaudenfluren an Fließgewässer um Ziegelsham“ (östliche Teilfläche von 7739-1109-006) und „Landschilf nordwestlich Ziegelsham“ (7739-1112-001) sowie ein südlich parallel zu der Staatsstraße von West nach Ost verlaufender Entwässerungsgraben mit feuchter Staudenflur (7739-1109-006) sind im Flächennutzungsplan aufgeführt. Südlich der Bahntrasse auf der nach Norden gerichteten Böschung liegt ein kartiertes Biotop mit Landschilfbeständen (7739-1112-001).

## Solarenergienutzung
Für die Errichtung der Photovoltaikanlage Sonnenenergie Ziegelsham wurde ein Bebauungsplan mit integrierter Grünordnung auf einer Gesamtfläche von 2,1 Hektar nördlich der Bahntrasse und südlich der Staatsstraße St 2084 erstellt. Dabei sollen auf Holz oder Metall aufgeständerte Solarmodule mit einer maximalen Anlagenhöhe von 4 m ab der natürlichen Geländeoberkante errichtet werden, die mit einer 3 m breiten Umfahrung, einem maximal 2,50 m hohen Zaun und einer 3 m breiten zweireihigen Strauchpflanzung umgeben werden.

## Bevölkerungsentwicklung
In Zieglsham gab es 1861 insgesamt 24 Einwohner sowie 27 Gebäude. In der Nachkriegszeit des Zweiten Weltkriegs lebten 66 Einwohner in Ziegelsham. Im Mai 1987 gab es 19 Einwohner in sechs Wohngebäuden.
| Jahr      | 1861 | 1871 | 1925 | 1950 | 1970 | 1987 |
| Einwohner | 24   | 51   | 53   | 66   | 30   | 19   |